# 买方寡头垄断
買方寡占，又称买方寡头垄断、寡头买主垄断、商品采购垄断、少数买主垄断，微观经济学中的一类市场形式，通常一个市场中只有少数几个买家，而卖家往往数量很多。这种情况往往发生于少数几个购买者通过竞争获得生产领域的影响力。其与寡头垄断（oligopoly）相对应，后者是指市场中拥有大量买家但只有卖家。买方寡头垄断是不完全竞争的一种。

## 和其他垄断的关系
|      | 唯一     | 少数         |
| 卖方 | 卖方垄断 | 卖方寡头垄断 |
| 买方 | 买方垄断 | 买方寡头垄断 |

## 解释
一个主要的买方寡头垄断例子为可可豆，其市场主要由三个大型公司：美国嘉吉公司（Cargill）、美國阿徹丹尼爾斯米德蘭公司和嘉利宝（Callebaut）全球性购买绝大份额可可豆，其主要的生产地大多是第三世界国家。类似例子，包括中国电网公司控制中国大陆地区所有发电站的电网入电。
在每一个例子中，买家对卖家具有绝对优势。他们可以操控卖家进行恶性竞争，因此导致产品价格降低。他们也可以通过产品质量的特殊要求而对卖家（生产者）进行控制和影响。他们也可导致产品过量、自然损耗等问题。